# Radiowy spot reklamowy
Radiowy spot reklamowy (ang. spot = kropka) – podstawowa forma reklamy radiowej. Jest to krótki, zazwyczaj 30-sekundowy, materiał reklamowy, emitowany w przerwach między audycjami albo w ich trakcie (przerywający je). Spoty nadawane są w ramach bloków reklamowych. Emisja spotów reklamowych jest jednym z głównych źródeł utrzymania prywatnych stacji radiowych oraz stanowi pokaźne źródło dochodów radiofonii publicznych.
Radiowy spot reklamowy składa się z trzech podstawowych części:
1. wprowadzenia, które ma przyciągnąć uwagę odbiorcy: efektu dźwiękowego, intrygującego pytania, sygnalizacji nazwy produktu bądź jego podstawowej cechy[1][2][3];
2. rozwinięcia: przedstawienia korzyści (najlepiej tylko jednej, najważniejszej), jakie płyną z zakupu danego towaru lub usługi, ewentualnie strat poniesionych przez odbiorcę, w przypadku, gdy go nie kupi[1][2][3];
3. zakończenia, zapraszającego do dokonania zakupu: zawiera główne argumenty przekonujące do zakupu oraz informacje, jak go dokonać[1][2][3].

Ze względu na brak efektów wizualnych, radiowy spot reklamowy koncentruje się na wrażeniach słuchowych i na oryginalnym sposobie przekazu. Stara się w pełni wykorzystać percepcję słuchową odbiorców. Odwołuje się do stanu emocjonalnego słuchaczy i ich wyobraźni.
Ważny staje się tu odpowiedni dobór lektorów o charakterystycznych głosach (np. wykorzystanie głosu znanego aktora). Niezwykle ważne jest stosowanie języka potocznego. Istotna jest odpowiednia szybkość i czas wypowiedzi.
Obok odpowiedniego lektora ważne są również muzyka i efekty dźwiękowe. Wykorzystuje się tu piosenki reklamowe, chwytliwe slogany oraz wielokrotnie powtarzane dżingle, które przyczyniają się do zapamiętywania marki reklamowanego produktu.
Radiowy spot reklamowy musi być czytelny i wyrazisty. Ma skupiać uwagę słuchacza. Powinien być łatwy do zapamiętania, z jak najczęściej powtarzaną nazwą reklamowanego produktu w ciągu ostatnich 10 sekund. Ma przekazywać nieskomplikowane i nie nazbyt szczegółowe treści, nakłaniające odbiorcę do szybkiego działania.
Ze względu na mniejszą efektywność przekazu, dla wywołania takiego samego efektu, jaki daje jeden spot telewizyjny, potrzeba około 3–5 emisji spotów radiowych. Kampania radiowa powinna zakładać minimum 4–6 emisji spotu reklamowego dziennie i nie powinna trwać krócej niż 1–2 tygodnie.